# 8631-es mellékút (Magyarország)
A 8631-es számú mellékút egy rövid, kevesebb, mint másfél kilométer hosszú, négy számjegyű országos közút Vas vármegye területén; Nagygeresd községet köti össze a 86-os főúttal.

## Nyomvonala
A 86-os főútból ágazik ki, annak a 108+400-as kilométerszelvénye közelében, Nagygeresd és Vasegerszeg határvonalán, utóbbinak első házaitól mintegy 400 méterre északkeletre. Északnyugati irányban indul, és az első métereitől kezdve Nagygeresd határai között halad, mindkét oldalról a Fertő–Hanság Nemzeti Parkhoz tartozó Répce-mente természetvédelmi területei kísérik. Bő egy kilométer megtétele után keresztezi a Répce folyását, a túlsó parton pedig már belterületen folytatódik. Nagygeresd központjában ér véget, beletorkollva a 8614-es útba, annak a 14+700-as kilométerszelvénye közelében.
Teljes hossza, az országos közutak térképes nyilvántartását szolgáló kira.gov.hu adatbázisa szerint 1,386 kilométer.

## Települések az út mentén
- (Vasegerszeg)
- Nagygeresd